# Podwilk
Podwilk (slowakisch Podvlk, ungarisch Podvilk) ist eine Ortschaft mit einem Schulzenamt der Gemeinde Jabłonka im Powiat Nowotarski der Woiwodschaft Kleinpolen in Polen.

## Geographie
Der Ort liegt am Bach Czarna Orawa.
Die Nachbarorte sind Sidzina im Norden, Spytkowice im Nordosten, Podsarnie im Osten, Podszkle im Südosten, Orawka im Süden sowie Zubrzyca Górna und Zubrzyca Dolna im Westen.

## Geschichte
Der Ort liegt in der Landschaft Arwa, die bis 1918 zum Königreich Ungarn gehörte. Er wurde im Jahre 1585 auf Initiative von Georg Thurzo gegründet (in demselben Jahr wurde Arwa von Rudolf II. ihm zugeteilt). Der Gründer und der erste Schultheiß war Feliks Wilczek. Der Ort wurde dann auch als Orawka Wielka, Wielkie Ondrejowskie sowie Orawka pod Wilkiem genannt. Die ersten Siedler waren walachische Schäfer.
Zwischen den Jahren 1614 und 1687 funktionierte dort eine lutherische Gemeinde. Die Lutheraner bauten eine Holzkirche. Die Katholiken wurden von Priestern aus Polen bedient, ab 1651 gehörten sie der Pfarrei in Orawka an, im Jahre 1687 wurde die örtliche Pfarrei errichtet (im Erzbistum Esztergom, seit 1776 Bistum Spiš, seit 1920 Bistum Krakau). Im Jahr 1674 wurde die Familie Wilczek für Hilfe in der Rekatholisierung der Arwa von Leopold I. bedankt und nobilitiert. Im Jahre 1683 wurde der Ort von den nach Wien marschierenden Truppen von Kazimierz Sapieha vernichtet.
Im 19. Jahrhundert wurde Slowakisch die Sprache der Kirche und der Schule, aber die lokalen Goralen sprachen Goralisch, einen polnischstämmigen Dialekt. Im Jahre 1897 begannen polnische Aktivisten nationale Agitation. Im Jahre 1910 folgte die ungarische Verwaltung erstmals in der Volkszählung der polnischen Bitte und Goralisch wurde als Polnisch betrachtet. In diesem Jahre hatte das Dorf 1271 Einwohner, davon 17 ungarischsprachige, 53 deutschsprachige, 13 slowakischsprachige, 1188 anderssprachige (davon etwa 1179 oder 92,8 % polnischsprachig), 1211 römisch-katholische, 2 evangelische, 57 Juden.
1918, nach dem Ende des Ersten Weltkriegs und dem Zusammenbruch der k.u.k. Monarchie, kam das Dorf zur neu entstandenen Tschechoslowakei. Auf Grund der Tschechoslowakisch-polnischen Grenzkonflikte im Arwa-Gebiet wurde der Ort 1920 dann aber der Zweiten Polnischen Republik zugesprochen. Zwischen den Jahren 1920 und 1925 gehörte es zum Powiat Spisko–Orawski, ab 1. Juli 1925 zum Powiat Nowotarski. Im Jahre 1921 hatte die Gemeinde 307 Häuser mit 1187 Einwohnern, davon 1120 Polen, 34 Deutsche, 1 Jude, 32 anderer Nationalität (meistens Slowaken), 1137 römisch-katholische, 1 evangelische, 49 israelitische.
Von 1939 bis 1945 wurde das Dorf ein Teil des Slowakischen Staates.
Von 1975 bis 1998 gehörte Podwilk zur Woiwodschaft Nowy Sącz.

## Sehenswürdigkeiten
- Römisch-katholische Kirche, gebaut 1767

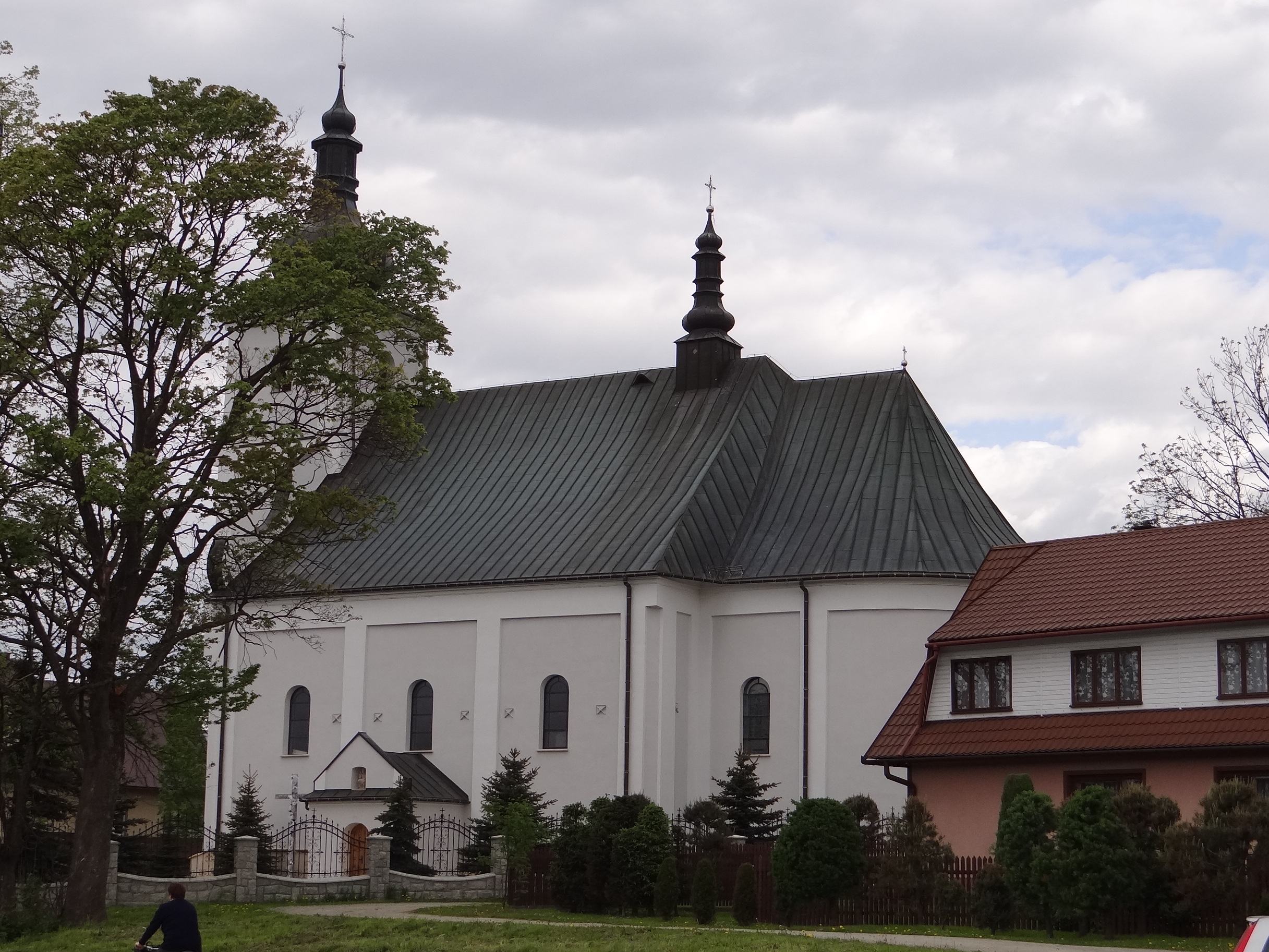

- Jüdischer Friedhof

## Persönlichkeiten
- Wojciech Lorencowicz (* 1896 in Krempachy; † 1952 in Podwilk), polnischer Lehrer, Aktivist, Offizier polnischer Armee[5]

## Verkehr
Durch Podwilk verläuft die Staatsstraße DK 7 (Europastraße 77), die Krakau mit der Slowakei verbindet.